# Сьмідзенцино
Сьмідзенцино (пол. Śmidzięcino, нім. Schmidtenthin) — село в Польщі, у гміні Островіце Дравського повіту Західнопоморського воєводства.
У 1975-1998 роках село належало до Кошалінського воєводства.